# Мерленбах
Мерленбах (нім. Mörlenbach) — громада в Німеччині, знаходиться в землі Гессен. Підпорядковується адміністративному округу Дармштадт. Входить до складу району Бергштрасе.
Площа — 27,22 км2. Населення становить 10 126 ос. (станом на 31 грудня 2020).